# Секретные материалы псов-шпионов
«Секретные материалы псов-шпионов» (англ. The Secret Files of the Spy Dogs) — совместный американо-канадский телевизионный мультсериал компании Saban Entertainment, снятый режиссёром Уиллом Меньотом. Впервые был показан в США в 1998 году. Мультсериал транслировался на канале Fox Kids.
В 1999 году получил премию в категории «Детское телевидение» за эпизод «Свинопотам».

## Описание
Мультсериал рассказывает о секретной организации собак, призванных спасать людей от всяческих напастей и бороться со злом. Эта организация настолько секретная, что о ней знают или догадываются о её существовании лишь несколько человек во всём мире. Антропоморфные собаки и кошки изображены умными и сообразительными. Люди в этом мультсериале хоть и не такие умные, зато в большинстве своём добрые и заботливые хозяева своих питомцев.
Большая часть событий происходит в вымышленном американском городе Смоллтон. Главные герои — спецагент Ральф и его напарница спецагент Митце, являющиеся одними из лучших среди псов-шпионов, которым поручают самые сложные и опасные задания. Очень часто к их борьбе со злом присоединяется несмышленый щенок Скриббл, нередко выручающий их в трудную минуту. Кроме того, им помогают их друзья Энгис, Фон Раби, Фрэнк, а также огромное количество агентов со всего мира. Всей организацией псов-шпионов управляет таинственный пёс Зеро.
Первый сезон был снят с помощью традиционной рисованной мультипликации. Второй — с применением цифровых чернил и красок.
В 2001 году по сюжету мультсериала был снят фильм «Кошки против собак», а в 2010 году его сиквел.

## Персонажи

### Псы-шпионы

#### Основные

Слева направо: Фон Раби, Скриббл, Энгис, Митце, Ральф

- Ральф (англ. Ralph) — главный герой мультсериала, элитный спецагент, далматин. Один из лучших агентов, которому обычно и поручают самые ответственные задания. Часто проявляет снисходительность к злодеям. Живёт в Смоллтоне, хозяева — блондин средних лет, его жена и двое детей. Озвучивание — Мики Доленц.
- Митце (англ. Mitzy) — розовая терьерша, носящая на голове красный бант. Элитный спецагент, напарница Ральфа и его лучшая подруга. Также между ними возможны романтические отношения, однако эта тема никогда не раскрывалась. Владеет многими видами боевых искусств. Не так снисходительна, как Ральф, но тоже может дать шанс злодею исправиться. Живёт в Нью-Йорке, хозяйка — темнокожая бизнес-леди. Озвучивание — Мэри Кей Бергман.
- Скриббл (англ. Scribble) — маленький жёлтый щенок, несмышленый помощник агентов. Крайне непоседлив, может из любой обычной ситуации сделать катастрофу. Но тем не менее часто именно он проявляет смекалку и выручает агентов в трудную минуту. Может съесть практически всё, часто вовсе что-то несъедобное. Обычно Скриббл общается своеобразными звуками, которые понимают лишь некоторые из агентов. В некоторых сериях второго сезона выговаривает разборчивые фразы. Хозяева — мальчик Арчи и его мама. Озвучивание — Мики Доленц.
- Зеро (англ. Zero) — предводитель псов-шпионов. Никто точно не знает, кто он такой и как выглядит, кроме пары агентов, с которыми он раньше работал. Обычно он отображается на различных технических устройствах в виде звуковой волны, а его голос сильно искажён. В серии «Зеро» показан, как запиксиленная тень, в которой можно разобрать жёлтую шерсть. Озвучивание — Адам Уэст.
- Энгис (также Ангус) (англ. Angus) — шотландский терьер. Ученый, изобретатель многих технических устройств, которыми пользуются агенты. Очень вспыльчив и всегда резко высказывает своё мнение, иногда ведёт себя, как типичный безумный учёный. Страдает боязнью кошек, в связи с чем он их люто ненавидит и изобретает устройства для их уничтожения. Местоположение его штаб-квартиры засекречено, предположительно она расположена в Шотландии. Озвучивание — Джим Уорд.
- Фон Раби (англ. Von Rabie) — жёлтый бульдог, спецагент-оперативник. Приехал в Америку из Австралии. Очень силён и достаточно агрессивен, его главное оружие — мощные зубы, но с друзьями и хозяевами всегда добр. Обучает агентов боевым искусствам. Живёт в Смоллтоне, хозяева — девочка Шила и её мама. Озвучивание — Джим Каммингс.
- Фрэнк Винерман (англ. Frank Wienerman) — такса, спецагент-оперативник. Один из самых старших персонажей. Обладает чрезвычайной гибкостью, благодаря чему может с лёгкостью пробираться по трубам канализации или помещаться в консервной банке. Достаточно ворчлив и любит обсуждать приказы начальства. Живёт в Нью-Йорке, хозяйка — полноватая женщина зрелого возраста. Озвучивание — Джесс Харнелл.
- Нудли (англ. Noodle) — пудель, спецагент, специалист по логическим связям. Говорит с явным французским акцентом (кроме ранних серий). Считает себя превосходным кулинаром. Живёт в Париже, хозяйка — молодая шатенка.
- Штоль (англ. Stahl) — немецкая овчарка, спецагент. Говорит с явно выраженным немецким акцентом (кроме ранних серий). Озвучивание — Майкл Донован.
- Чукчи (англ. Chukchi) — сибирский хаски, спецагент, работающий на северном полюсе. Озвучивание — Билли Уэст.
- Данг Чоу (англ. Dahg Chow) — чау-чау, мудрый пёс, обучающий агентов боевым искусствам и мудрости. Одними из таких агентов были Ральф и Митце.
- Эрин (англ. Erin) — ирландский сеттер, спецагент. Живёт в Ирландии. Ведёт лекции о жизни агентов. В неё влюблён Ральф, но она совершенно не проявляет к нему интереса. Озвучивание — Тресс МакНилл.
- Спец-отряд Альфа (англ. BARK squad) — боевой спецназ, имеющий мощный арсенал вооружения. Часто помогают штурмовать важные объекты или спасать агентов. Практически все операции выполняют с применением оружия и даже во время выполнения самого незначительного задания могут сравнять с землёй всё вокруг.

#### Эпизодические
- Сэр Уильям (англ. Sir William) — спецагент, любимец «самой известной королевской фамилий» из Великобритании. Эксперт по говядине и говяжим продуктам. Появляется в серии «Говяжий кризис», а также в некоторых других в качестве камео.
- Несси (англ. Nessi) — старейшая в мире такса. 200 лет назад спасла от смерти 48 шотландцев, держа их четверо суток на краю обрыва до прибытия подмоги. Из-за этого она растянулась на 50 футов в длину, став похожей на гигантскую змею. С тех пор люди прозвали её Лох-несским чудовищем. Позже восстановила свою исходную длину. Появляется в серии «Эрнест Хроменгуэй». В серии «Деньги» упоминается, что ей сделали косметическую операцию.
- Апорт (англ. Fetch) — самый первый из псов-шпионов, если верить легенде Данг Чоу. Пытался научить пещерных людей правилам выживания и искусству, однако его попытки были тщетны. Благодаря ему была изобретена игра апорт. Выглядит в точности, как Ральф, стилизованный под древнее время. Появляется в одноимённой серии.
- Тройка и Девятка (англ. Three & Nine) — спецагенты, работавшие напарниками вместе с Зеро и, скорее всего, единственные, кто видели его внешность. После обезвреживания Колоссотрона, Зеро и Тройка сделали Девятке предложение, но поначалу она отказала обоим. Несколько лет спустя Зеро уступил Тройке, обручив его с Девяткой. Появляются в серии «Зеро».
- Мэйндж (англ. Mange) — родной брат Ральфа. Агент-одиночка. Впервые появляется во время собачьих гонок, где вытаскивает Ральфа и его команду из пропасти. Позже появляется в Смоллтоне. Там его принимают за преступника, потому что с виду все его действия несли только вред, но Ральф доказывает обратное. Появляется в сериях «Дело о коварных кошках» и «Мэйндж».
- Стинки (англ. Stinky) — коричневый пёс, начинающий агент, в дом которого приехал Ральф со своей командой для установки шпионского оборудования. Очень робок. Появляется в серии «Установка».
- Келли, Джилл и Бри (англ. Kelly, Jill & Bree) — три агента, афганские борзые. Не отличаются умом, постоянно прихорашиваются и ведут себя, как стереотипные блондинки, однако Зеро считает их одними из лучших. Самого же Зеро они по непонятным причинам называют «Чарли» (так на самом деле зовут их хозяина). Митце временно была прислана на замену Бри, пока та лечила свой сломанный нос. Появляются в серии «Чарли».
- Пеппи (англ. Pippi) — маленький коричневый пёс, оказавшийся сокамерником Ральфа в тюрьме для собак «Алькатрас». Провёл там много лет. Появляется в серии «Побег».

### Злодеи

#### Основные

Кошмар

- Кошмар (также Катастроф) (англ. Catastrophe) — злобный рыжий кот, не раз пытавшийся захватить мир. Главный враг псов-шпионов. Однажды, уходя от погони, он угодил на завод по производству кресел, где лишился хвоста. После этого случая Кошмар приделал к себе металлический хвост, оснащённый различными техническими устройствами, и поклялся отомстить всем собакам. Судя по металлическому хвосту, является пародией на доктора Но, однако его привычка гладить крысу напоминает Эрнста Ставро Блофельда. Озвучивание — Джим Каммингс.
- Зелёные слизняки (англ. Space Slugs) — зелёные инопланетяне, чья родная планета по неизвестным причинам была разрушена, поэтому они решили захватить Землю. Их главная цель заполнить планету слизью, сделав её похожей на свой дом, а также избавится от людей и собак. Очень тупы. Озвучивание — Морис ЛаМарш, Билли Уэст.
- Блохи (англ. Fleas) — полчище самых обычных блох. Несмотря на микроскопические размеры, общими усилиями способны управлять техническими средствами, а также седлать других более крупных животных с шерстью (чаще всего белок). Обожают волосы. Озвучивание — Джим Каммингс, Билли Уэст.

#### Эпизодические
- Мяус (англ. Maws) — один из главных помощников Кошмара. Крупный красный (позднее рыжий) кот с огромными металлическими зубами. Носит короткий зелёный галстук. Является прямой пародией на Челюсти из фильмов о Джеймсе Бонде. Появляется в сериях «Сумерки», «Дело о коварных кошках» и «ДНК».
- Барон Боун (англ. Baron Bone) — настоящий ценитель мяса, который с помощью гигантской жвачки приманил к своему особняку коров со всего мира. Появляется в серии «Говяжий кризис». Озвучивание — Кленси Браун.
- Эрнест Хроменгуэй (англ. Ernest Anyway) — самодовольный шотландский искатель приключений, поймавший многих самых загадочных и опасных животных на планете (в их числе Снежный человек, Бронтозавр и даже его собственная мама), и пожелавший схватить Лох-несское чудовище. Назван в честь Эрнеста Хемингуэя. Появляется в одноимённой серии, а также в некоторых других в качестве камео.
- Духовные целители (англ. Spin Doctors) — шаманы, с помощью своего теле-колдовства заставляли людей забыть о всех делах и постоянно смотреть телевизор. Появляются в серии «Эфир».
- Эрнст Ставро Рыбособакин (англ. Ernst Stavro Blowfish) — генно-модифицированная злобная рыба-шар с высоким интеллектом, заменившая все пункты быстрого питания на магазины по продаже рыбной тухлятины. Раздувшись может стрелять ядовитыми шипами. Его имя — пародия на Эрнста Ставро Блофельда. Появляется в серии «Рыбный день». Озвучивание — Бен Стайн.
- Оутц Кутюр (англ. Oatz Couture) — модельерша, создавшая ужасные наряды для собак, чтобы разбогатеть. Появляется в одноимённой серии. Озвучивание — Эми Доленц.
- Доктор Ди-Селл (англ. D'Cell) — изобретатель роботов-домохозяек, похожих на собакофанов Энгиса. С их помощью воровал новинки видеотехники. Появляется в одноимённой серии. Озвучивание — Эдди Дизен.
- Колоссотрон (англ. Colosatron) — злобный высокоразвитый компьютер, вышедший из-под контроля и пожелавший захватить мир. Является пародией на суперкомпьютер из фильма Колосс: Проект Форбина. Появляется в серии «Зеро».
- Госпожа Павлова (англ. Mistress Pavlov) — специалист по гипнозу, заставлявшая людей под влиянием своей психической силы отдавать все сбережения. Появляется в серии «Школа повиновения». Озвучивание — Уэнди Мэлик.
- Бабушка Ларсен (англ. Granny Larceny) — с помощью своих специально обученных внуков-младенцев занималась грабежами. Появляется в серии «Бабушка». Озвучивание — Тресс МакНилл.
- Аль Катрас (англ. Al Catraz) — крайне строгий хозяин собачьего питомника, который он превратил в настоящую тюрьму. Мстит псам за то, что наследство от отца перешло псу, а не ему. Назван в честь тюрьмы Алькатрас. Появляется в серии «Побег». Озвучивание — Джефф Беннетт.

### Другие
- Верджил или капитан Уховёртка (англ. Virgil) — толстый рыжеволосый мальчик, возомнивший себя супергероем, начитавшись комиксов. По сути не злодей, однако он крайне неуклюж, из-за чего постоянно срывал операции агентам. Появляется в серии «Д.Д.Д.».
- Фрэнк / Большой Джим Джонс / сэр Уильям — эпизодические персонажи, озвученные Джессом Харнеллом (в 4 эпизодах).

## Список серий
Мультсериал делится на два сезона по 13 и 9 серий соответственно. В общей сложности он содержит 22 серии, разбитые на две части с отдельным сюжетом (итого 44 части). Серии обычно заканчивается коротким учебным фильмом о жизни и службе псов-шпионов, а заключительные титры сопровождаются каким-нибудь забавным разговором. Как такового начального и заключительного эпизода в мультсериале нет. Даты премьер известны только для серий первого сезона.

### Сезон 1 (1998—1999)
| № | Русское название                                       | Оригинальное название                                        | Дата премьеры         |
| --- | ------------------------------------------------------ | ------------------------------------------------------------ | --------------------- |
| 1a | K-9 или дело о покусанной дворняжке                    | K-9 or the Secret File of the Masticated Mongrel             | 12 сентября 1998 года |
| В Смоллтоне стали происходить непонятные вещи - люди внезапно проявляют агрессию по отношению к своим псам. Нудли выясняет, что всё дело в чипсах, а точнее в химикате К9, который коты во главе с Кошмаром добавляют в еду. Ральфу приходится внедриться в банду котов, чтобы получить образец химиката. Успев передать необходимый материал Фрэнку, его ловят коты. Псы-шпионы штурмуют фабрику. Химикаты уничтожают, котов обезвреживают, но Кошмару удаётся скрыться. |                                                        |                                                              |                       |
| |                                                        |                                                              |                       |
| 1b | Почта или дело об испорченной корреспонденции          | Postal or the Secret File of the Contaminated Correspondence | 12 сентября 1998 года |
| Слизняки рассылают письма о лотерее, выигрышем в 10 миллионов долларов. Их цель завалить всю планету слизистыми конвертами. Ральф и Митце придумывают хитрый ход: вместе с другими агентами они устраивают липовую выдачу выигрыша, обещанного в письмах, липовому победителю. Тупым слизнякам ничего не остаётся, как отдать псам-шпионам 10 миллионов долларов - бюджет операции по захвату Земли, и возвратиться на свою околоземную базу с невыполненным заданием. |                                                        |                                                              |                       |
| |                                                        |                                                              |                       |
| 2a | Волосы или дело о средстве против облысения            | Hair or the Secret File of the Frenetic Follicles            | 19 сентября 1998 года |
| Блохи похищают несколько грузовиков с препаратом по наращиванию волос. Они собираются распылить его с захваченного дирижабля на головы болельщиков стадиона Смоллтона. Агенты пытаются нарушить планы блох, предложив болельщикам надеть шляпы (якобы подарок от стадиона). В ответ блохи захватывают комментаторскую будку и запускают гимн, тем самым, заставив людей снять импровизированную защиту. Общими усилиями агенты уводят дирижабль в сторону от трибун и распыляют реагент за их пределами, прямиком на клуб лысых и Скриббла. |                                                        |                                                              |                       |
| |                                                        |                                                              |                       |
| 2b | Домашнее задание или дело о съеденной тетради          | Homework or the Secret File of the Catastrophic Calculation  | 19 сентября 1998 года |
| Фон Раби не успевает отправить на проверку в штаб домашнее задание своей хозяйки Шилы и отправляется спать. Утром он всё же отсылает сообщение, но в штабе выясняется, что девочка случайно написала в своём задании формулу, которая может пагубно повлиять на продовольственную сферу. Фон Раби вместе с Митце и Скрибблом пробирается в школу. С помощью хитрости Фон Раби распускает детей с уроков, попадает в класс и съедает тетрадь на глазах у хозяйки. Шила говорит учительнице правду, но та не верит, думая, что девочка в очередной раз врёт, и пишет записку матери. Фон Раби, чувствуя вину, подменяет записку на похвалу и под видом мамы Шилы улаживает конфликт с учительницей. В конце Митце пытается выбраться из портфеля в запертой школе, в который залезла для выполнения задания.                                                   |                                                        |                                                              |                       |
| |                                                        |                                                              |                       |
| 3a | Говяжий кризис                                         | Bone or the Secret File of the Pilfered Porterhouses         | 26 сентября 1998 года |
| По всему миру стал пропадать скот, начинается мясной кризис. Ральф вместе с специалистом по говядине из Британии сэром Уильямсом седлают одну из коров, которая приводит их прямиком к цели. Оказывается коров привлекает гигантская жвачка, созданная злым гением Бароном Бойуном для заполучения мяса со всего мира. Митце с помощью вертолёта цепляет жвачку и, вращая её вокруг особняка барона, заставляет коров его разрушить. Коровы возвращаются на свои фермы и говяжий кризис заканчивается. |                                                        |                                                              |                       |
| |                                                        |                                                              |                       |
| 3b | Время или секретные материалы собак-экскаваторов       | Time or the Secret File of the Diggity Dogs                  | 26 сентября 1998 года |
| Ральф рассказывает Скрибблу историю по спасению Земли от облака астероидов, произошедшую два года назад. Из-за того случая время на Земле стало замедленным. Но не успел он окончить рассказ, звучит сигнал о новой приближающейся катастрофе - к Земле на огромной скорости движется гигантский бубликообразый астероид. Энгис, как и за два года до этого, применяет свой план по спасению Земли. Собаки по всему миру начинают рыть Землю в определённых точках, что заставляет планету сменить орбиту на безопасную. На этот раз время стало идти быстрее. |                                                        |                                                              |                       |
| |                                                        |                                                              |                       |
| 4a | Эрнест Хроменгуэй                                      | Ernest or the Secret File of the Manly Man                   | 3 октября 1998 года   |
| Эрнест Хроменгуэй - самодовольный шотландский искатель приключений, поймавший многих самых загадочных и опасных животных на планете. Теперь он собирается поймать знаменитое Лох-несское чудовище. Но псы-шпионы пытаются ему помешать. Дело в том, что Лох-несское чудовище - это на самом деле такса по имени Несси, которая, удерживая людей на краю обрыва, сильно растянулась. Агенты Ральф и Эрин пытаются её спасти. Попутно они освобождают всех остальных существ, пойманных Хроменгуэйем. Поймав Несси за хвост, Хроменгуэй случайно восстанавливает её нормальную длину. Убедившись, что нет никакого чудовища, он уходит ни с чем. |                                                        |                                                              |                       |
| |                                                        |                                                              |                       |
| 4b | Эфир или секретное дело о теле-вудущих                 | Spin or the Secret File of the Television Taboo              | 3 октября 1998 года   |
| Люди начинают слишком много смотреть телевизор, забывая про все остальные дела. Пробравшись на телестудию, Ральф узнаёт, что всему виной четыре шамана, которых недавно туда наняли. С помощью своей магии они сильно повысили рейтинги этой телекомпании. Ральф и Штоль обезвреживают главное орудие для шаманства. Но поскольку шаманы нанимаются в другую рекламную телекомпанию, агентам приходится уничтожать пульты, чтобы не дать людям вновь смотреть их передачи. |                                                        |                                                              |                       |
| |                                                        |                                                              |                       |
| 5a | Сумерки или дело кошачьих мумий                        | Twilight or the Secret File of the Meowing Mummies           | 10 октября 1998 года  |
| Кошмар завладел особым жезлом, позволяющим управлять армией мёртвых кошек. Кроме того, он собирается с помощью кошачьей богини Баст оживить кошку Клеопатры и обручится с ней для захвата мира. Агенты, замаскировавшись под мумий, и заполучив жезл, вызывают бога собак Анубиса. В итоге он вместе с Баст улетает на свидание, а коты-мумии уничтожаются толпой специально обученных щенков. Но Кошмару вновь удаётся уйти. |                                                        |                                                              |                       |
| |                                                        |                                                              |                       |
| 5b | Апорт или секретные материалы из Палеозойской эры      | Fetch or the Secret File of the Paleozoic Puppy              | 10 октября 1998 года  |
| Серия рассказывает об истории самого первого пса-шпиона по кличке Апорт и о том, как он пытался научить первобытных людей уму разуму. С того момента зарождается дружба между собакой и человеком, а вместе с ней и вся секретная собачья организация. |                                                        |                                                              |                       |
| |                                                        |                                                              |                       |
| 6a | Малявки                                                | Small or the Secret File of the Diminutive Doggies           | 7 ноября 1998 года    |
| Блохи предлагают наладить мирные отношения с собаками, и для заключения мира «наравне» Энгис строит уменьшающий луч. Однако это была хорошо продуманная уловка, и сильно уменьшившихся Ральфа, Митце и Фон Раби берут в заложники блохи, которые по размеру стали больше агентов. Сбежав из-под стражи, они перемещаются с блошиной белки на Скриббла, куда высылают подкрепление. Вернув всех агентов в первоначальное состояние, Скриббла опрыскивают антиблошиным препаратом, отчего тот полностью лысеет. |                                                        |                                                              |                       |
| |                                                        |                                                              |                       |
| 6b | Вода                                                   | Water or the Secret File of the Disastrous Dehydration       | 7 ноября 1998 года    |
| По всему миру начинает пропадать вода. С такими темпами через два часа на Земле её не останется вообще. Обыскав практически все источники и проверив самые крупные из них, агенты ничего не находят. Однако за десять минут до полного исчезновения воды, Ральф таки обнаруживает утечку, которая оказалась в шланге его хозяина. Перекрыв кран, Ральф возвращает мировые запасы воды в норму. |                                                        |                                                              |                       |
| |                                                        |                                                              |                       |
| 7a | Рыбный день                                            | I.H.R.F. or the Secret File of the Felonius Fish             | 14 ноября 1998 года   |
| По всему миру некая «Всемирная сеть рыботорговли» скупила пункты быстрого питания и теперь продаёт вместо гамбургов гнилые остатки от рыбы (их не может съесть даже Скриббл). Добравшись до главной фабрики по производству рыбы и разобравшись с охраной, агенты обнаруживают главаря. Им оказывается лабораторная рыба, в которую учёные от скуки внедрили высокой интеллект и ген зла. Он пытается скрыться в канализации, но его вовремя ловят и отправляют на лечение к психиатру. Пункты быстрого питания возвращаются к работе, а рыбья требуха под руководством Энгиса отправляется на изготовление кошачьего корма. |                                                        |                                                              |                       |
| |                                                        |                                                              |                       |
| 7b | Оутц                                                   | Oatz or the Secret File of the Appalling Apparel             | 14 ноября 1998 года   |
| В мире моды происходят серьёзные изменения - модельер Оутц Кутюр придумала костюмы специально для собак, в которых они выглядят жутко нелепо. На показе мод многие зрители, видя эти костюмы, делают свои заказы. Тем временем агенты пробираются в главную студию вещания. Митце осторожно включает кнопку микрофона и провоцирует Оутц сказать на всю публику, что ей плевать на собак и что её интересуют только деньги. В итоге все заказы аннулируются, и показ мод срывается. Но Ральф, проявив, милосердие подаёт Оутц идею создания одежды для кукол. |                                                        |                                                              |                       |
| |                                                        |                                                              |                       |
| 8a | Доктор Ди-Селл или дело о пресечении гнусных намерений | D'Cell or the Secret File of the Nefarious Nerd              | 28 ноября 1998 года   |
| Патрулируя супермаркет, Митце встречается с неизвестным роботом-домохозяйкой, которая уничтожает её собакофан. Выясняется, что это изобретение злобного доктора Ди-Селля, используемое для кражи новой видеотехники. Для Энгиса уничтожение его робота - серьёзный удар по самолюбию и он снаряжает целый отряд, чтобы уничтожить изобретение противника. Митце он не пускает, виня её в случившемся, и она от обиды грозится уйти из службы. Тем временем более совершенные роботы Ди-Селля уничтожают всех собакофанов и собираются расправиться с агентами. В последний момент Митце использует огромного гидранта-самурая для спасения своих друзей. Энгис приносит ей свои извинения. |                                                        |                                                              |                       |
| |                                                        |                                                              |                       |
| 8b | Свободный день или дело о внедрении агента-щенка       | Halfday or the Secret File of the Hapless Half-Pint          | 28 ноября 1998 года   |
| В школе отменяют все занятия и агентов срочно распределяют для слежения за непоседливыми детьми. Но за самым большим хулиганом Тимми, от действий которого получают травмы все окружающие, никто не рискует присматривать. Ральф берётся за это дело вместе с Митце и Фон Раби. В скором времени им требуется подмога. Из-за непоседливости мальчишки, большая часть агентов оказывается в госпитале. В конце концов, остаётся только Ральф. Он решает применить последнее средство - внедрить щенка-спецагента в качестве питомца Тимми, что в итоге ему удаётся. |                                                        |                                                              |                       |
| |                                                        |                                                              |                       |
| 9a | Зеро или дело макрокалькулятора                        | Zero or the Secret File of the Criminal Calculator           | 30 января 1999 года   |
| Много лет назад агент Зеро и его пара напарников, агенты Тройка и Девятка, обезвредили опасную машину с искусственным интеллектом - Колоссотрона. Выполнив задание, и Зеро, и Тройка делают Девятке предложение, но она не смогла сделать свой выбор. Спустя время по случайности Колосстрон вновь был активирован. Желая отомстить, он похищает Девятку. Теперь Зеро и Тройка отправляются в пещеру с машиной, чтобы окончательно её уничтожить. При этом Зеро приказывает другим агентам показать видео с его внешностью, на случай, если он не вернётся. Два напарника с лёгкостью преодолевают ловушки машины, которые на годы полностью вышли из строя. Вытащив напарницу, Зеро взрывает склад с динамитом и уничтожает машину. Выбравшись, он обручает своих напарников, а сам возвращается к работе. Видео с его внешностью так и не успели показать. |                                                        |                                                              |                       |
| |                                                        |                                                              |                       |
| 9b | Легавые или дела сторожевых и патрульных               | Pups or the Secret File of the Patroling Pooches             | 30 января 1999 года   |
| Серия рассказывает о ночном патруле Ральфа и Митце. Им приходится разнимать кошачьи драки, останавливать блохастых белок за превышение скорости, проверять визы у инопланетян, разбираться с людьми, обижающих своих собак, и даже спасать агента от самоубийства. |                                                        |                                                              |                       |
| |                                                        |                                                              |                       |
| 10a | Школа повиновения                                      | Obedience or the Secret File of the Malicious Mesmerizer     | 6 февраля 1999 года   |
| На телефоны жителей Смоллтона начинают поступать странные звонки, после которых они ведут себя неадекватно. Агенты выясняют, что это делает мадам Павлова, которая работает в школе послушания для собак. Ральф хитростью вынуждает хозяина отвести его туда. Как оказывается, Павлова гипнотизирует людей, заставляет их выполнять собачьи команды, и отдавать все свои сбережения. В дело подключается Скриббл и его маленький хозяин. Мальчишка и щенок так непоседливы, что Павлова не может их себе подчинить. В нужный момент Ральф ставит зеркало, обратив способности Павловой против неё. Ральф даёт ей установку больше никого не гипнотизировать и вести себя хорошо. |                                                        |                                                              |                       |
| |                                                        |                                                              |                       |
| 10b | Пёсик-холл или пой ласточка, пой                       | Doggyland or the Secret File of the Broadway Bowsers         | 6 февраля 1999 года   |
| Каждого из агентов по разным причинам вот-вот отдадут в питомник. Митце стала сильно линять, Скриббл постоянно грызёт кроссовки, Фрэнк пачкает ковры, а Фон Раби постоянно лает на Луну из-за своей любимой. Они исполняют об этом свои песни и по ходу пресекают очередную попытку Слизняков захватить Землю. На следующее утро выясняется, что хозяева вовсе не собирались расставаться со своими питомцами. Псов просто отправят в собачий санаторий «Пёсик-холл», чтобы они там могли как следует отдохнуть, подлечиться и избавится от одиночества. |                                                        |                                                              |                       |
| |                                                        |                                                              |                       |
| 11a | Дело об инопланетных приправах                         | Lunch or the Secret File of the Violated Vittles             | 13 февраля 1999 года  |
| В Смоллтоне дети начинают превращаться в зелёных монстров. Всему виной слизняки, которые добавляют в школьные завтраки инопланетное желе. Ральф и Нудли ночью пробираются в одну из школьных кухонь и делают своё желе с овощами, чтобы дети не стали его есть. План удаётся, заодно они обезвреживают самих слизняков. Тех детей, которые уже успели мутировать, агенты кормят антидотом, добавленным в кетчуп для хот-дога. |                                                        |                                                              |                       |
| |                                                        |                                                              |                       |
| 11b | Дело о коварных кошках и находчивых собаках            | Iditarod or the Secret File of the Diabolical Dograce        | 13 февраля 1999 года  |
| Ральф приходит с хозяином на ежегодные гонки в собачьих упряжках. Неожиданно он замечает, что один из гонщиков - это замаскированный Кошмар со своей бандой. Злодей намеревается обыграть псов, таким образом «опозорив» их род. Коты быстро обезвреживают всех других участников. Ральф вместе с агентом Чук-Чи пытается ему помешать. Преодолев множество опасных поворотов и ловушек, устроенных котами, они оказываются на краю пропасти, но в последний момент их выручает таинственный белый пёс. Чуть позже коты сами случайно попадают в западню, и псам приходится спасать их. Но в благодарность враги только перегрызают им упряжку. На финише Энгис отвлекает котов клубком, а агенты приходят первыми, выдав за участника гонок хозяина Ральфа, которого пришлось взять с собой.                                                                |                                                        |                                                              |                       |
| |                                                        |                                                              |                       |
| 12a | Свинопотам или дело поросячьего мутанта                | Porkzilla or the Secret File of the Bacony Behemoth          | 20 февраля 1999 года  |
| Две фермерские девочки не смогли выиграть конкурс за самого большого хряка и от обиды они решают накормить своего поросёнка особым увеличителем роста (в который добавили Плутоний). Переборщив с дозой, поросёнок вырастает до гигантских размеров и направляется к ближайшему городу. Дело поручают Ральфу и Скрибблу. Поскольку выясняется, что Скриббл думает на «одной волне» с свиньёй, ему удаётся приготовить самую лучшую приманку. Голодный хряк бросается в погоню и агентам приходится уходить от монстра на байке (который ведёт Скриббл). Добравшись до фермы, свинья принимается за овощи, а девочки в итоге получают свою заслуженную награду. |                                                        |                                                              |                       |
| |                                                        |                                                              |                       |
| 12b | Деньги или дело валютного кризиса                      | Money or the Secret File of the Currency Crisis              | 20 февраля 1999 года  |
| Один из астронавтов случайно повреждает надувную Луну, которая заменяла давно разрушенную настоящую. Теперь агентам необходимо любыми способами заменить спутник Земли, причём до наступления лунного затмения. Однако организация агентов на мели, потому что большая часть средств была потрачена на предыдущие задания. Прибегнув к плану Нудли, агенты по всему миру собирают мелочь, потерянную людьми. Наконец-таки собрав необходимую сумму, псы строят новую Луну, сделанную из металла, и подменяют её во время затмения. В конце строительства Скриббл случайно улетает в дальний космос на сдувшейся Луне. |                                                        |                                                              |                       |
| |                                                        |                                                              |                       |
| 13a | Мэйндж или дело пса-одиночки                           | Mange or the Secret File of the Ronin Rover                  | 27 февраля 1999 года  |
| В городе объявляется неизвестный пёс-одиночка. С виду все его действия напоминают деятельность преступника, и Ральфу с Митце поручают его обезвредить. Лишившись собакофана, но всё же догнав его, выясняется, что это Мэйндж - родной брат Ральфа, и тот самый пёс, спасший его на обрыве во время собачьих гонок. Ральф пытается доказать, что Мэйндж такой же добросовестный агент, как и остальные, что в итоге ему удаётся. Предложив брату работать вместе, тот отказывает, предпочитая как и раньше работать в одиночку. |                                                        |                                                              |                       |
| |                                                        |                                                              |                       |
| 13b | Скриббл или дело брргррдрр                             | Scribble or the Secret File of the Mmeremmnnere Mmnernnmmre  | 27 февраля 1999 года  |
| Скриббл остаётся один дома. Смотря телевизор и повторяя всё, что там видит, он устраивает в доме настоящий погром. |                                                        |                                                              |                       |

### Сезон 2 (1999)
| № | Русское название                                   | Оригинальное название                                       |  |
| --- | -------------------------------------------------- | ----------------------------------------------------------- |  |
| 14a | Бивень или дело о бритых мамонтах                  | Tusk or the Secret File of the Refurbished Rampagers        |  |
| Блохи похищают из исторического музея бивень мамонта. Ральф и Митце не успевают их догнать, и спустя время, разобрав бивень на молекулы, блохи создают целое полчище мамонтов-клонов. Оседлав их, насекомые штурмуют Смоллтон, создав хаос на улицах. После долгих попыток обезвредить мамонтов, Энгис применяет своё изобретение - летающую бритву. С её помощью он бреет налысо всех мамонтов и лишает блох защиты. Блох ловят, а мамонтов отдают людям, выдав за необычную породу лысых собак. |                                                    |                                                             |  |
| |                                                    |                                                             |  |
| 14b | Установка или дело о трудностях с хозяевами        | Install or the Secret File of the Retrofitting Rovers       |  |
| В дом хозяев одного из агентов необходимо установить шпионские устройства - унитаз с радиосвязью, атомную бомбу, ракетную установку, и многое другое. Сначала по плану у них было ровно два часа, пока хозяева в отъезде, но те неожиданно возвращаются. Теперь всю работу им приходится делать с крайней осторожностью, чтобы хозяева дома ничего не заметили. Идя на различные хитрости, Ральфу и рабочим удается выполнить задание. |                                                    |                                                             |  |
| |                                                    |                                                             |  |
| 15a | Чарли или дело о краже цирконов                    | Charlie or the Secret File of the Angelic Airheads          |  |
| Одна из трех агенток-афганок ломает нос и Митце временно к ним присоединяется. Сами афганки не отличаются умом, ведут себя, как стереотипные блондинки и называют Зеро «Чарли». Агентам необходимо поймать грабителя, который ворует из музеев циркон. В основном этим делом занимается Митце, поскольку афганки по большей части заняты своими женскими делами. После долгой погони по киностудии, Митце заполучает у грабителя бумажник на имя Чарли и с фотографией афганок. Выясняется, что грабитель на самом деле является хозяином афганок, который похищал никому не нужный циркон специально для своих любимиц. Завидев полицейского-собакофана, он осознаёт свою ошибку и Митце даёт ему шанс исправиться. А тем временем третья афганка возвращается из больницы, после чего Митце с удовольствием их покидает. |                                                    |                                                             |  |
| |                                                    |                                                             |  |
| 15b | Пёс-автомат или дело о неполадке в схеме           | Automutt or the Secret File of the Short-Circuiting Sibling |  |
| Хозяйкe Фрэнка присылают собаку-робота, и она оставляет его со своим любимцем один на один. Из всех попыток Фрэнка наладить с роботом общение выходит только одно - разрушение. Разрушение всего, что попало в прицел вооруженной до зубов машины - квартиры, дома, и даже Статуи Свободы, но хозяйка думает, что во всём виноват Фрэнк. Вскоре робот пытается уничтожить и самого Фрэнка. В короткой схватке Фрэнку удаётся обезвредить робота, выкинув его из окна прямиком в горячее масло для хот-догов. Чуть позже выясняется, что это очередное неудачное изобретение Энгиса, у которого были неполадки в схеме. |                                                    |                                                             |  |
| |                                                    |                                                             |  |
| 16a | Бабушка или дело о смышленых младенцах             | Granny or the Secret File of the Sinister Septuagenarian    |  |
| В городе происходит ряд странных грабежей. Всему виной бабушка и трио её внуков-младенцев, которых она обучила пробираться в музеи, вскрывать сейфы и красть деньги. Дождавшись, пока бабушка уйдёт в другую комнату, Ральф и Митце пробираются в дом к младенцам и хотят их обезвредить, но безуспешно, ведь дети владеют особыми боевыми искусствами. Тогда из центра присылают запись с детской передачей, после просмотра которой детей перестают интересовать грабежи. Вернувшись в комнату, бабушка пытается выключить передачу, из-за чего навыки внуков оборачиваются против неё. |                                                    |                                                             |  |
| |                                                    |                                                             |  |
| 16b | Искатели или кто на самом деле творил историю      | Founders or the Secret File of the Originating Operatives   |  |
| Эрин рассказывает Скрибблу и другим щенкам о том, что многие великие изобретения на самом деле были созданы или улучшены собаками, и что обычная жизнь псов-шпионов серьёзно влияет на мировую историю. |                                                    |                                                             |  |
| |                                                    |                                                             |  |
| 17a | Хвост или дело о возвращении давней утраты         | Tail or the Secret File of the Apprehended Appendage        |  |
| Псы-шпионы наконец-таки смогли поймать Кошмара, но не для того, чтобы посадить под стражу. Они предлагают своему главному врагу приживить его давнюю потерю, из-за которой он мстит всем собакам - его хвост. Из-за множественных экспериментов по восстановлению хвоста, тот стал отдельным организмом, и во время операции по вживлению ускользает. Ситуацию усугубило то, что раствор, в котором содержался хвост, оказался слишком концентрированным и вскоре организм достигает огромных размеров. После долгих поисков, его замечают на небоскрёбе. Ральф с самолёта стреляет в монстра раствором для уменьшения, что позволяет хвосту принять свой обычный вид. Кошмар принимает решение его отпустить, посчитав, что и с механическим хвостом можно жить.                                                          |                                                    |                                                             |  |
| |                                                    |                                                             |  |
| 17b | Завтра или что нас ждёт в будущем                  | Tomorrow or the Secret File of the Persnickety Prophet      |  |
| Энгис ведёт передачу на секретном телеканале для собак и рассказывает о нынешних достижениях агентов, а также о том, что их и людей может ожидать в будущем. |                                                    |                                                             |  |
| |                                                    |                                                             |  |
| 18a | Крик или кошмарные материалы с улицы вязов         | Howl or the Secret File of the Silk Stalking                |  |
| Ночью в дом к Митце забирается гигантский паук, с виду настроенный явно не дружелюбно. Позвать на помощь она не может, так как ошейник с радиосвязью разрядился. Теперь Митце приходится справляться с пауком в одиночку и при этом постараться не выпустить его на улицу. Применив все свои навыки, она обезвреживает противника, но не добивает, поняв, что произошло недоразумение. Паучиха просто решила переждать в доме грозу вместе со своими паучатами. Митце забывает о своей ненависти к паукам и по окончании дождя помогает ей выбраться из дома. |                                                    |                                                             |  |
| |                                                    |                                                             |  |
| 18b | Тринадцатый                                        | Thirteen or the Secret File of the Ecotoplasmic Escapees    |  |
| Дело о тринадцати призраках, появляющихся в ночь под Хэллоуин. Огромное количество агентов мобилизировано, чтобы под видом переодетых детей ходить по домам, попрошайничать еду и заодно выискивать нечистую силу. Сделать это необходимо до наступления полуночи, иначе на Земле настанет мрак. Вскоре нужный дом был найден, а призраки отловлены, но из-за неопытности Скриббла, они вновь вырвались на свободу. Благодаря своей смекалке, Скриббл при помощи пылесоса обезвреживает призраков и как раз вовремя. |                                                    |                                                             |  |
| |                                                    |                                                             |  |
| 19a | Побег или рассказы заключённого                    | Escape or the Secret File of the Intrepid Inmate            |  |
| Хозяин отдаёт Ральфа в собачий санаторий на неделю. Однако на самом деле это место оказывается самой страшной тюрьмой для собак, из которой ещё никто не выбирался. Ральфа лишили радиоошейника, и со штабом он связаться не может. Вместе со своим сокамерником ему удаётся выбраться из-за решётки. Убегая от охранников, они попадают в ловушку, но Ральф успевает позвать на помощь через телефон. Прибывшие агенты освобождают всех собак, а тюрьму разрушают. |                                                    |                                                             |  |
| |                                                    |                                                             |  |
| 19b | Кадры или дело о засвеченных, но не рассекреченных | Exposed or the Secret File of the Divulgent Documentation   |  |
| Хозяин Скриббла снимает юмористический ролик. В то же время камера запечатлела, как Скриббл водит мотоцикл. Если запись увидят люди, что это сорвёт всю работу псов-шпионов. Хуже всего то, что мальчик задумал отправить своё видео на телепередачу, которую показывают по всему миру. Агенты различными способами пытаются перехватить кассету, однако у них это не выходит. Во время самого показа Митце отвлекает зрителей липовым выпуском новостей, а после Энгис пускает в эфир другую версию ролика. Собаки остаются не скомпрометированными, а хозяева Скриббла выигрывают главный приз за свой ролик. |                                                    |                                                             |  |
| |                                                    |                                                             |  |
| 20a | Д.Д.Д. или досье доблестного дегенерата            | Virgil or the Secret File of the Dorky Do-Gooder            |  |
| Дело о парнишке, возомнившем себя супергероем, после того, как его укусила обычная уховёртка. Он начинает помогать людям, но у него это получается из рук вон плохо. Плюс ко всему он раз за разом мешает псам-шпионам выполнять их работу. В итоге Ральф и Митце находят ему подругу, чтобы тот раз и навсегда забыл о супергеройстве. |                                                    |                                                             |  |
| |                                                    |                                                             |  |
| 20b | Зайка                                              | Bunny or the Secret File of the Reiving Rabbit              |  |
| В огород хозяйки Скриббла пробирается кролик, который ворует оттуда еду. Безуспешно пытаясь его поймать различными хитростями и разнеся бомбами часть огорода, Скриббл в конечном счёте ловит его в кроличьей норе. Но поняв, что кролик воровал еду для своей семьи, Скриббл отдаёт им еду из холодильника, сохранив при этом урожай. |                                                    |                                                             |  |
| |                                                    |                                                             |  |
| 21a | ДНК или делишки нехорошего кота                    | DNA or the Secret File of the Dastardly Dip                 |  |
| По всему миру собаки начинают превращаться в кошек. Всё дело в особом веществе, которое Кошмар подмешал в антиблошиные растворы. Ральф и Митце также превратились в кошек. Выследив котов, они попадают на производство химиката. Врывается подмога, в ходе штурма всех котов обезвреживают. Смешав химикат с антидотом Энгиса, собаки возвращаются в первоначальное положение. Кошмару вновь удаётся уйти, правда, в образе собаки из-за того, что он попал в раствор с антидотом. |                                                    |                                                             |  |
| |                                                    |                                                             |  |
| 21b | Санта Клаус или дело отмороженного деда            | Santa or the Secret File of the Yuletide Yahoo              |  |
| Наступает рождество, агенты уходят на новогодние каникулы, но некоторым всё равно приходится отправиться на северный полюс для выполнения задания. Агенты должны доставить подарки детям по всему миру, поскольку Санта ведёт себя достаточно странно. Под видом эльфов они мастерят подарки, а затем, надев оленьи рога, развозят их на реактивных санях. Под конец, когда дело сделано, Санта вручает подарок Ральфу и тут выясняется, что на самом деле он вполне адекватный, а не справляется с обязанностями просто из-за своей лени. |                                                    |                                                             |  |
| |                                                    |                                                             |  |
| 22a | Взвод или аполканипсис сегодня                     | B.A.R.K. or the Secret File of the Cacaphonous Canines      |  |
| Ральф просит спецотряд проследить, чтобы с бабушкой, за которой он обычно наблюдает, ничего не случилось, пока он на обследовании у ветеринара. Спецотряд выполняет его просьбу, однако они принимают это простое поручение за серьёзную боевую операцию. В результате по ходу дела они умудряются взорвать несколько десятков припаркованных машин и сравнять с землёй несколько зданий. |                                                    |                                                             |  |
| |                                                    |                                                             |  |
| 22b | Некто или дело о блуждающем манекене               | Being or the Secret File of the Mindless Mannequin          |  |
| Один из собакофанов модели «Чёнси» из-за неполадки выходит из строя и становится неуправляемым. По счастливой случайности робот спасает человека из пожара, после чего становится местным героем. Ральф и Митце один за другим пытаются поймать его и выключить, но опять же по стечению обстоятельств агенты оказываются в опасном положении и их спасает робот. Применение другого собакофана под управлением Энгиса дало тот же результат. После этого его пытаются захватить на стадионе при помощи вертолёта, но из-за сильного ветра вертолёт падает. В конечном счёте, агенты пристраивают Чёнси в качестве политика, где он точно не причинит никому вреда. |                                                    |                                                             |  |

## Культурные отсылки
- В серии «Волосы» в одном из эпизодов показывают агентов ФБР Молди и Скинни. Это пародия на агентов Фокса Малдера и Дану Скалли из телесериала «Секретные материалы». Их можно заметить в некоторых других сериях.
- В серии «Домашнее задание» хозяйка Фон Раби смотрит мультик про собаку Скази Даз. Это пародия на Скуби-Ду, а хозяйка Скази Даза очень похожа на Велму Динкли. Пародия также встречается в некоторых других сериях.
- В той же серии Фон Раби пользуется компьютером под управлением операционной системы Pet Doors 98. Это пародия на Windows 98.
- В серии «Говяжий кризис» Ральф пользуется радиоошейником фирмы Bony (от англ. Bone — кость и Sony).
- Серия «Свинопотам» является отсылкой на Годзиллу. В ней также есть пара моментов, аналогичных фильму 1998 года.
- В серии «Деньги» пародируется знаменитая фраза Нила Армстронга, которую он произнёс, впервые ступив на Луну.
- В серии «Мэйндж», когда Ральф и Митце мчатся на реактивном Собакофане, можно заметить Хитрого койота и Дорожного бегуна.
- В серии «Скриббл» в телевизоре есть отсылки к передаче Жак-Ива Кусто и фильму «День независимости».
- Серия «Чарли» содержит множество отсылок на знаменитый сериал 70-х годов «Ангелы Чарли».
- В той же серии, Митце бежит по киностудии Голливуда, на которой снимают фильмы, похожие на «Титаник», «Годзиллу» и «Звёздные войны».
- Эпизод с монстром на небоскрёбе в серии «Хвост» является пародией на аналогичную сцену в фильмах о Кинг-Конге.
- В сериях «Домашнее задание» и «Тринадцатый» агенты ловят призраков с помощью бластеров и ловушек, которые использовали герои фильма «Охотники за привидениями».
- Сюжет серии «Некто» и имя сбежавшего робота, Чёнси — отсылка к фильму «Будучи там»
- В серии «Д.Д.Д» Ральф общается с капитаном Уховёрткой в образе профессора Кускусавье. Это отсылка к персонажу мультсериала «Люди Икс» профессору Ксавье.
- Название серии "Взвод или аполканипсис сегодня" - отсылка к классическим фильмам о войне - «Взвод» и «Апокалипсис сегодня».

## Дополнительные факты
- В серии «Вода» показывают карту мира, на которой всё ещё присутствует СССР.
- В 19 серии название мультсериала не отображается и отсутствует учебный фильм псов-шпионов.